# Општина Батрани (Прахова)
Батрани (рум. Bătrâni) општина је у Румунији у округу Прахова.
Oпштина се налази на надморској висини од 498 m.

## Становништво

### Хронологија
| Година       | 2006 | 2007 | 2008 | 2009 | 2010 | 2011 | 2012 | 2013 | 2014 | 2015 | 2016 | 2017 |
| ------------ | ---- | ---- | ---- | ---- | ---- | ---- | ---- | ---- | ---- | ---- | ---- | ---- |
| Становништво | 2180 | 2177 | 2194 | 2184 | 2161 | 2148 | 2148 | 2123 | 2122 | 2106 | 2110 | 2109 |